# Ester Geislerová

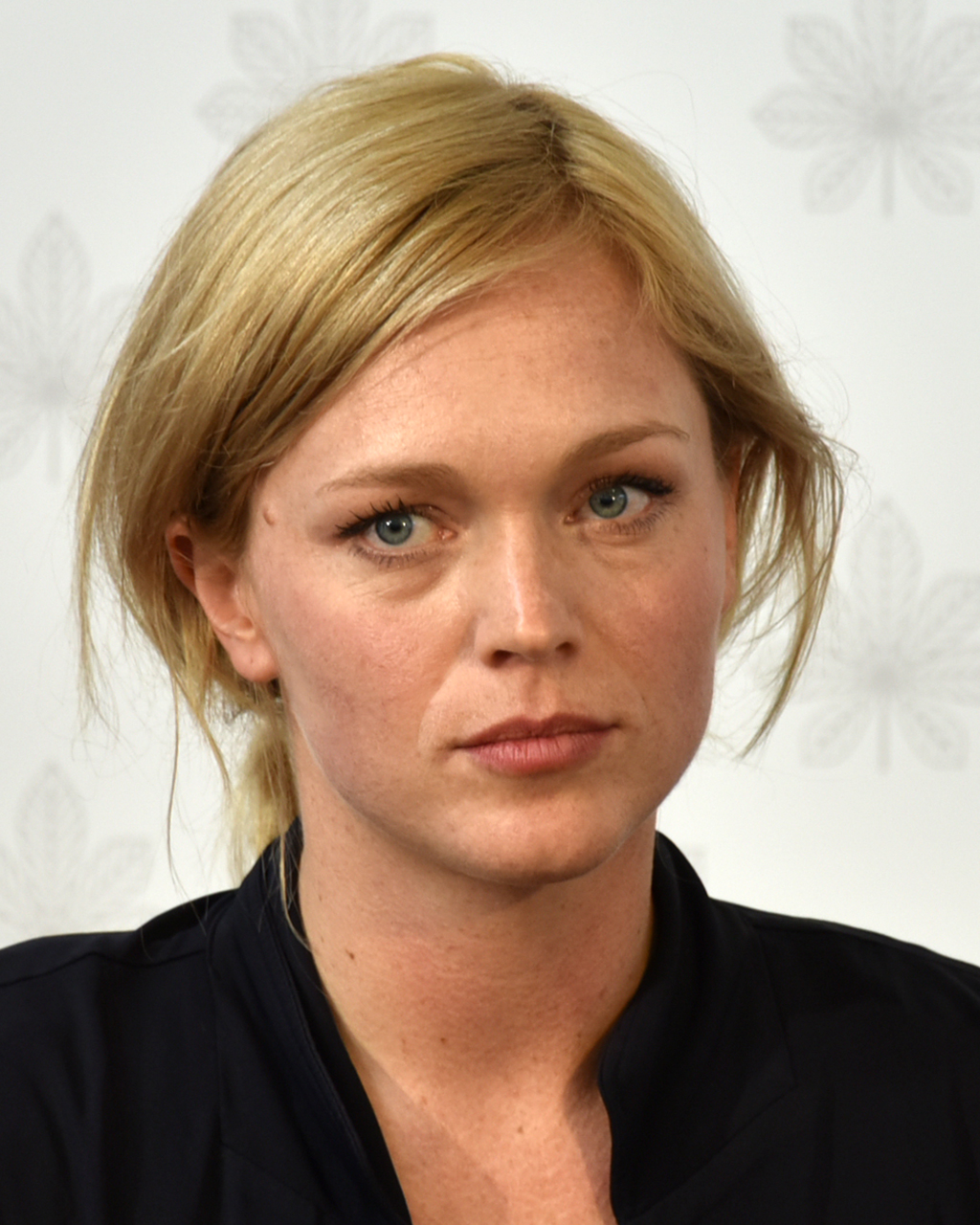
Ester Geislerová im Jahr 2019

Ester Geislerová (* 5. März 1984 in Prag, Tschechoslowakei) ist eine tschechische Schauspielerin und ehemaliges Model.

## Leben
Ester Geislerová wurde 1984 in der tschechischen Hauptstadt Prag in eine Künstlerfamilie hineingeboren. Ihre Mutter war Malerin, ihr Vater Japanologe, Tante und Großmutter Schauspielerinnen. Sie hat zwei ältere Schwestern, die erfolgreiche Filmschauspielerin Anna Geislerová (* 1976) und die Künstlerin und Sängerin Lenka Geislerová (* 1975).
Sie studierte zunächst an der Kunstschule Václav Hollar (Výtvarná škola Václava Hollara) und anschließend Werbedesign an der Akademie der Bildenden Künste Prag. Bereits im Teenageralter erhielt sie 1996 ihre erste Nebenrolle in F. A. Brabecs Film Král Ubu. 2003 engagierte sie Brabec für die Hauptrolle der Agnes in dem Film Krysař, 2011 spielte sie in dem preisgekrönten Film Das Haus (Originaltitel Dům). Fortan an war sie eine gefragte Schauspielerin in Film und Fernsehen und trat auch in Musikvideos auf.
Bereits in ihrer Kindheit begann Ester Geislerová zu modeln und konnte im Jahr 2002 den nationalen Ausscheid der Modelagentur Elite Model Look in der Tschechischen Republik gewinnen.
Im Jahr 2005 heiratete sie Jan Kadlec Jr. und brachte im gleichen Jahr Zwillinge zur Welt, Sohn Jan Etien und Tochter Mia Rosa. Später lebte sie mit Petr Václavek, dem Leiter einer Werbeagentur, zusammen, trennte sich aber 2018 von ihm.

## Filmografie
- 1996: Král Ubu
- 2003: Most
- 2003: Krysař
- 2003: O Jecmínkovi (Fernsehfilm)
- 2003: Jesenná (zato) silná láska
- 2004: Up and Down (Horem pádem)
- 2004: Vrazda kocky domácíi (Fernsehfilm)
- 2004: Rex-patriates
- 2004: Snowboardáci
- 2004: Maigret: La trappola (Fernsehserie)
- 2004: Maigret: L’ombra cinese (Fernsehserie)
- 2005: Krev zmizelého
- 2011: Das Haus (Dům)
- 2018: Dve nevesty a jedna svatba
- 2018: Chata na prodej
- 2019: Dogs Don’t Wear Pants (Koirat eivät käytä housuja)
- 2019: LOVEní
- 2021: Martin und das Geheimnis des Waldes (Mazel a tajemství lesa)
- 2021: Anatomie zivota (Fernsehserie, 20 Folgen)
- 2022: Ultimátum (Fernsehserie, 8 Folgen)
- 2023: Bud chlap!
- 2024: Dvojka na zabití (Fernsehserie, 4 Folgen)
- 2024: Lásky v Istanbule (Fernsehserie, 2 Folgen)